# جزایر مانش
جزیره‌های مانش (به فرانسوی: îles Anglo-Normandes یا îles de la Manche) (به انگلیسی: Channel Islands) جزایری متعلق به بریتانیا در کانال مانش است که در ۱۶ تا ۴۸ کیلومتری ساحل فرانسه و حدود ۱۳۰ کیلومتری جنوب انگلیس قرار دارد. مساحت این جزایر ۱۹۴ کیلومتر مربع و جمعیت آن در سال ۲۰۰۵ حدود ۱۵۶ هزار نفر برآورد شده‌است.
چهار جزیره جرزی، گرنزی، آلدرنی و سارک مهمترین جزایر آن هستند و کل جزایر به دو منطقه جرزی و گرنزی تقسیم شده و هر یک قانون اساسی خاص خود را دارند و با حقوق عرفی محلی اداره می‌شوند. این منطقه به پرورش گاو معروف است.
این جزایر در فرانسوی  جزایر انگلو-نورماندی یا جزایر مانش (به فرانسوی: Îles Anglo-Normandes و Îles de la Manche) نامیده می‌شوند.

## تاریخ
این جزایر در گذشته بخشی از دوک‌نشین نورماندی بود و با تسلیم انگلیس در جنگ سال ۱۰۶۶ جزو پادشاهی بریتانیا شدند. فرانسوی‌ها مدعی مالکیت چند خرده‌جزیرهٔ غیرمسکونی جرزی بودند و اختلاف دو کشور در ابتدای سده بیستم میلادی با فراهم شدن امکان بهره‌برداری از ذخایر غنی فلات قاره دریای مانش اوج گرفت. چرا که مالکیت جزایر تأثیر مهمی بر محدوده فلات قاره دو کشور می‌گذاشت. در نهایت دیوان بین‌المللی دادگستری در سال ۱۹۵۳ حاکمیت جرزی بر این جزایر را تثبیت کرد.
این جزایر در سال ۱۹۴۰ تنها بخش بریتانیا بودند که در جنگ جهانی دوم توسط قوای آلمانی اشغال شدند.

## مردم
مردم این جزیره بیشتر از نسل نورمن‌ها هستند. به‌جز جزیره الدرنی که اکثریت ساکنان آن انگلیسی هستند. آب‌وهوای مطبوع و مالیاتهای پائین موجب شده که در سال‌های اخیر مردم بسیاری از ناحیه برتانی فرانسه به این جزایر مهاجرت کنند.
زبان‌های فرانسوی و انگلیسی هر دو صحبت می‌شوند و گویش و فرهنگ نورمنی نیز هنوز در این منطقه باقی است.

## نگارخانه